# Farstad
Nerland is een plaats in de Noorse gemeente Hustadvika, provincie Møre og Romsdal. Nerland telt 216 inwoners (2007) en heeft een oppervlakte van 0,34 km².